# کیتاگاوا اوتامارو
اوتامارو کیتاگاوا (ژاپنی: 喜多川 歌麿؛ زاده ح. ۱۷۵۳ - درگذشته ۳۱ اکتبر ۱۸۰۶) یک نقاش اهل ژاپن بود. 

## نگارخانه

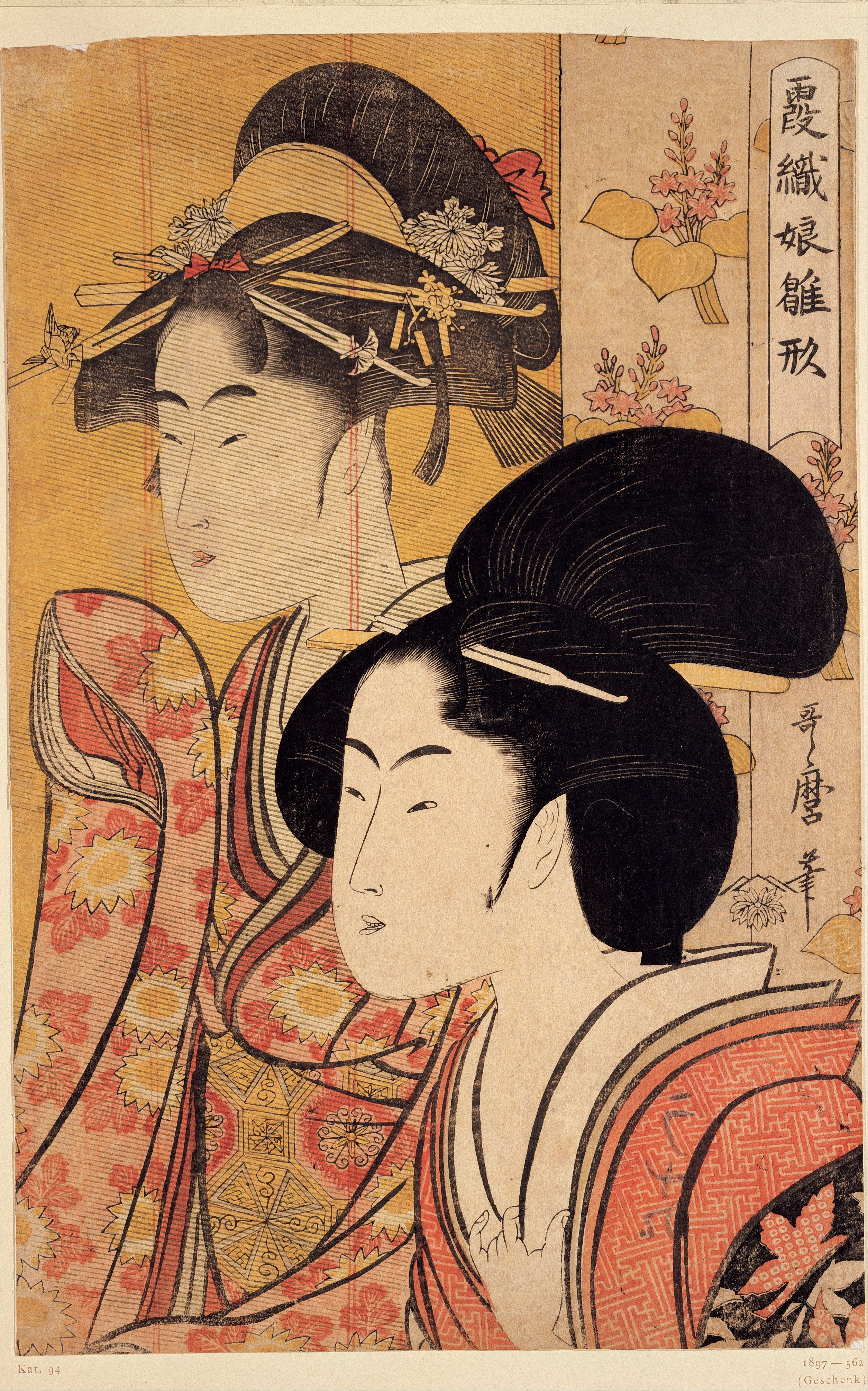
زیبارویان با بامبو
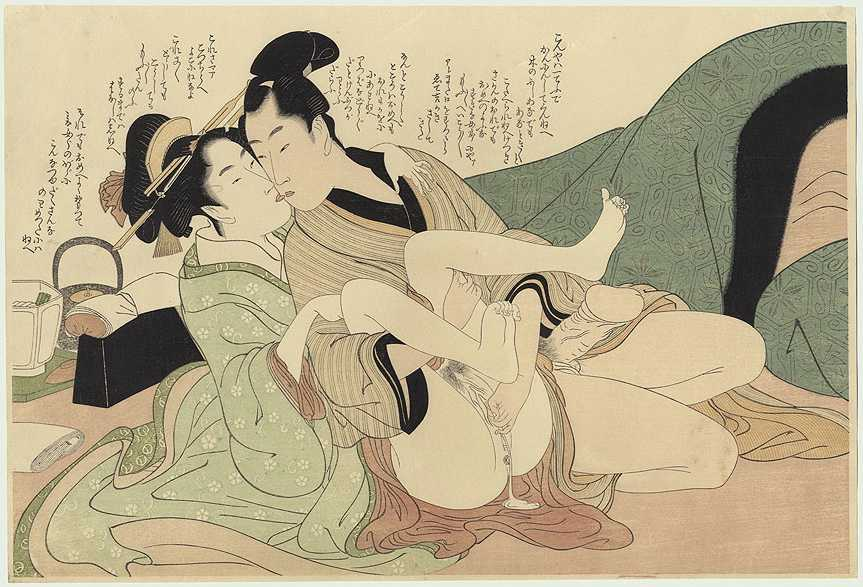
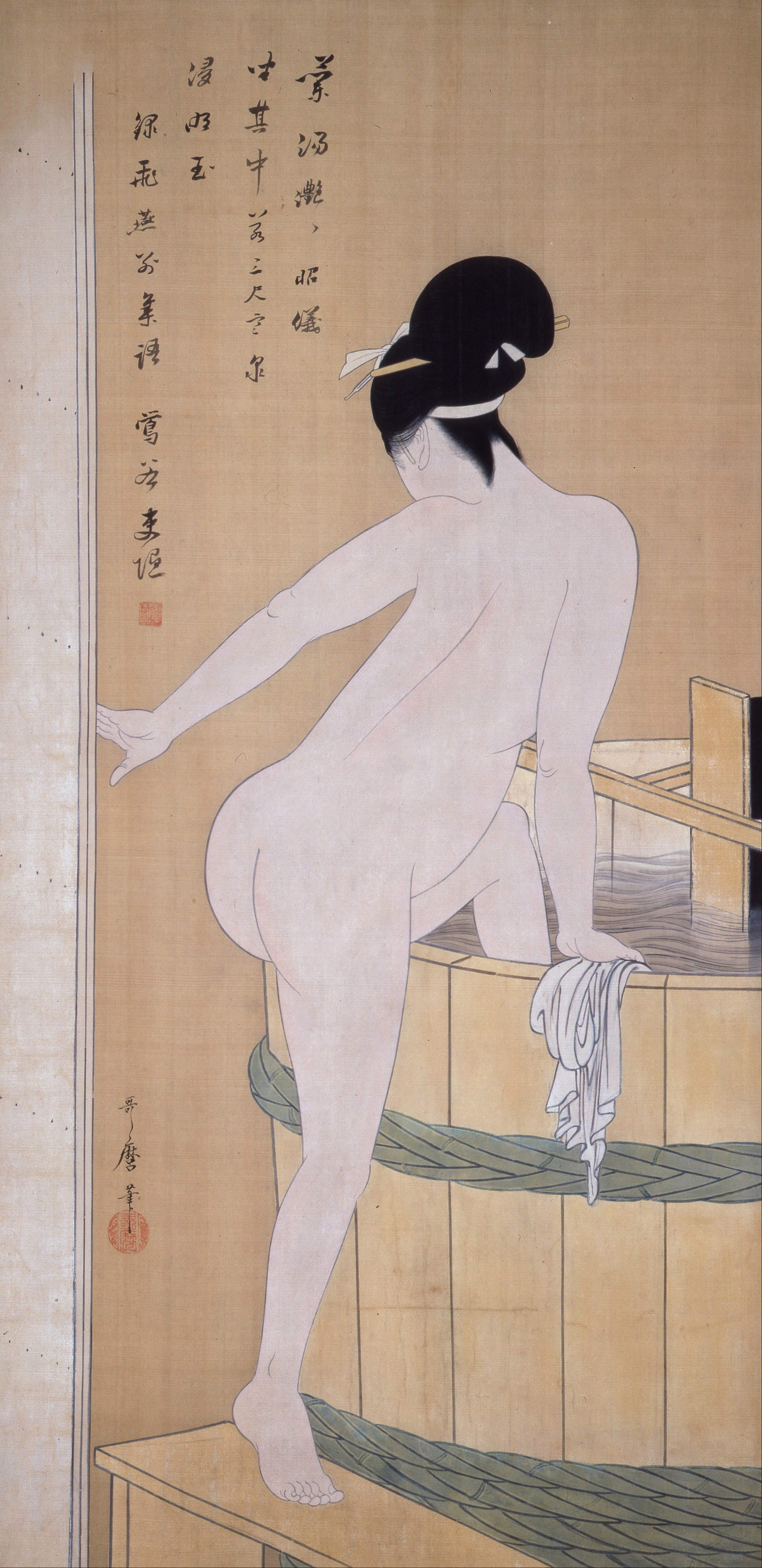
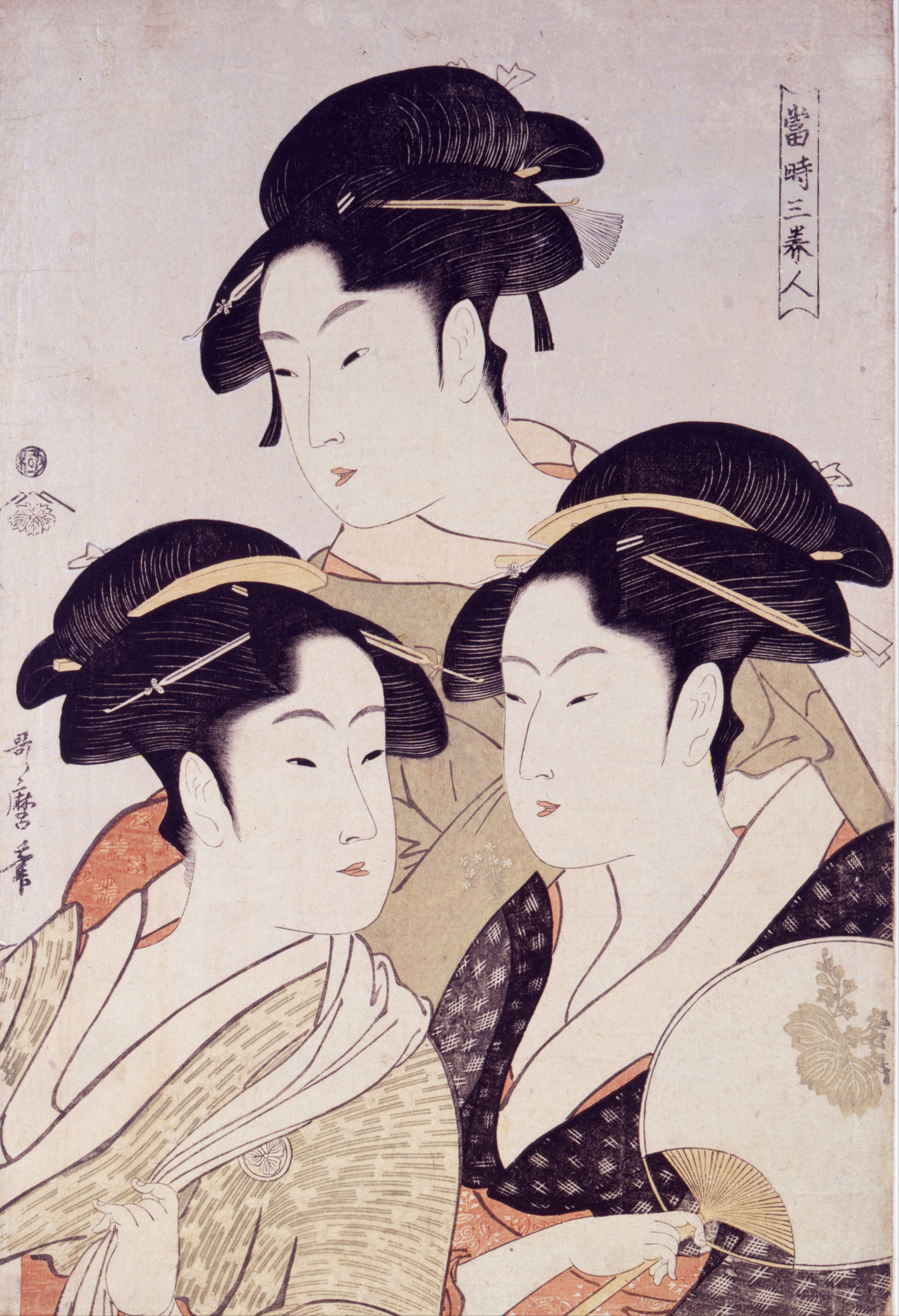
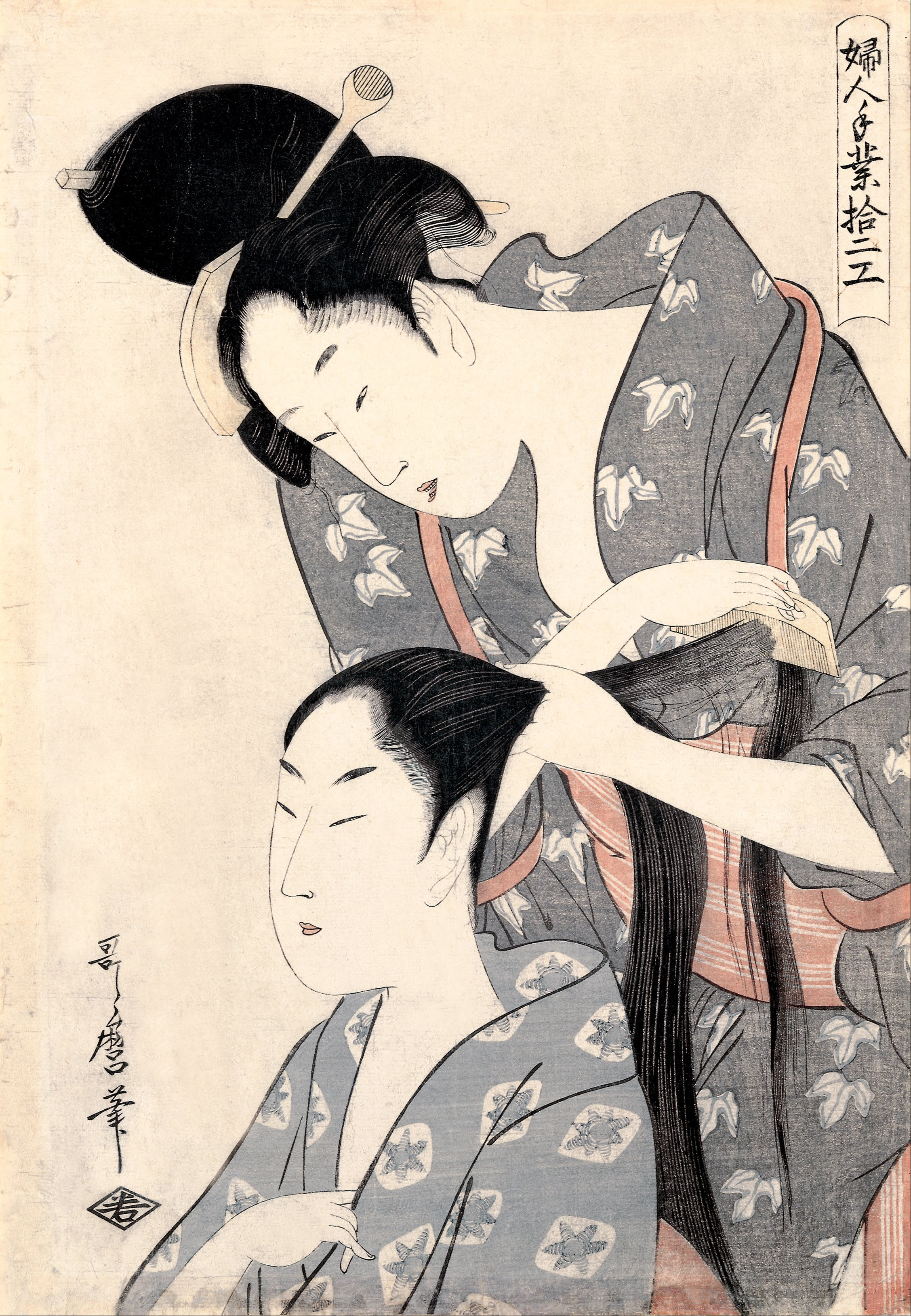
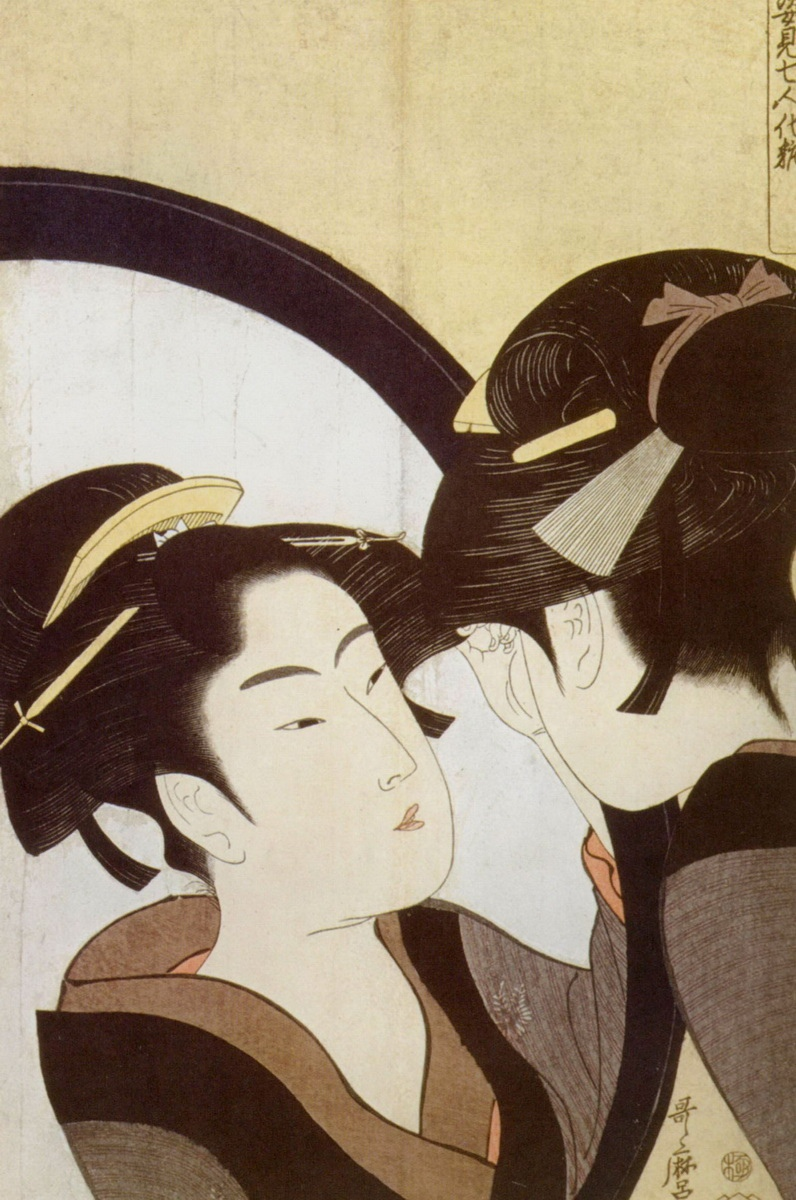
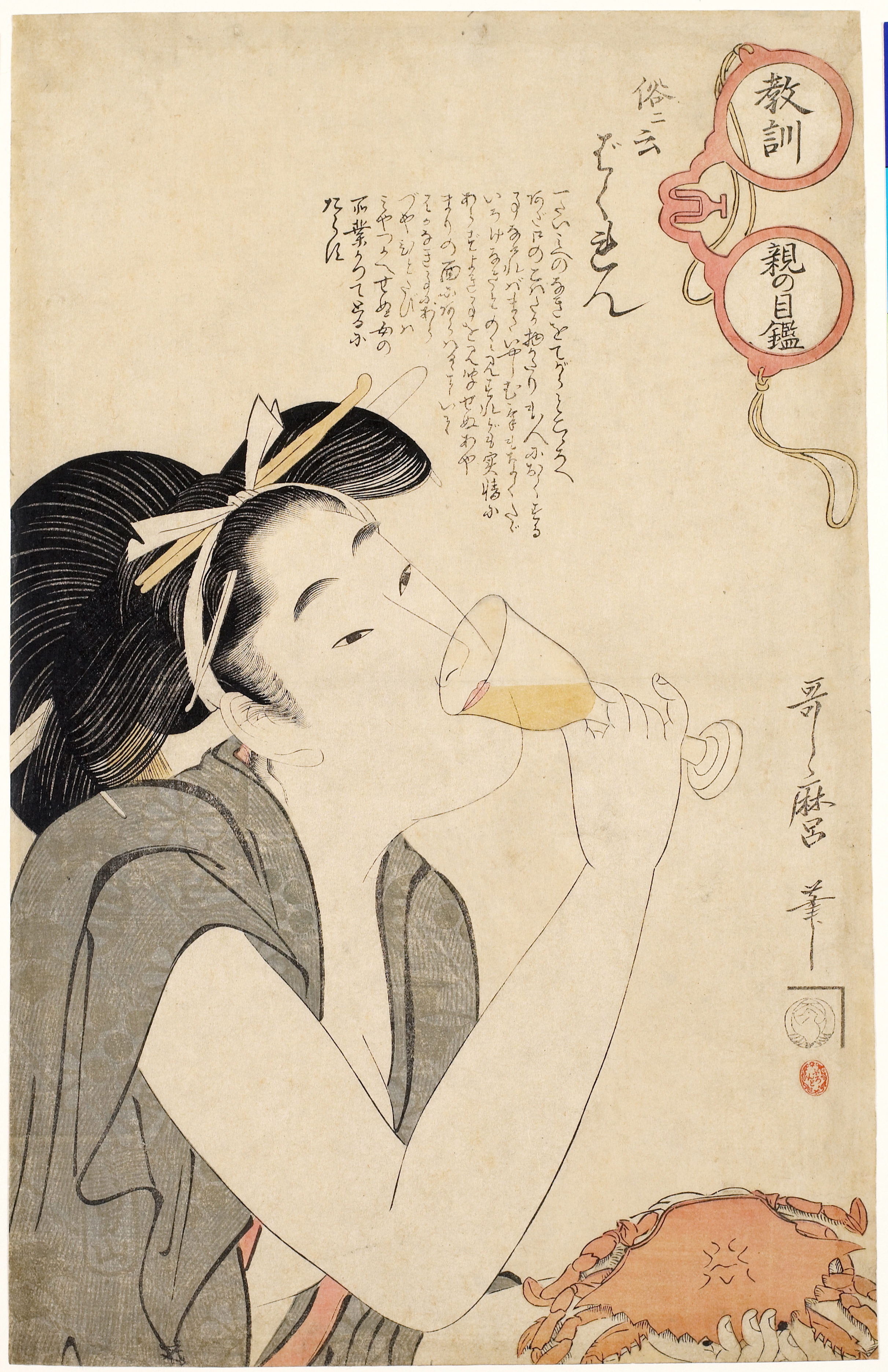
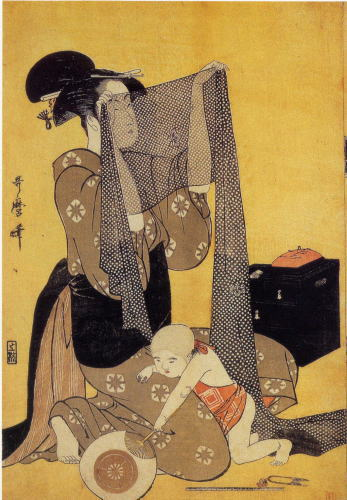
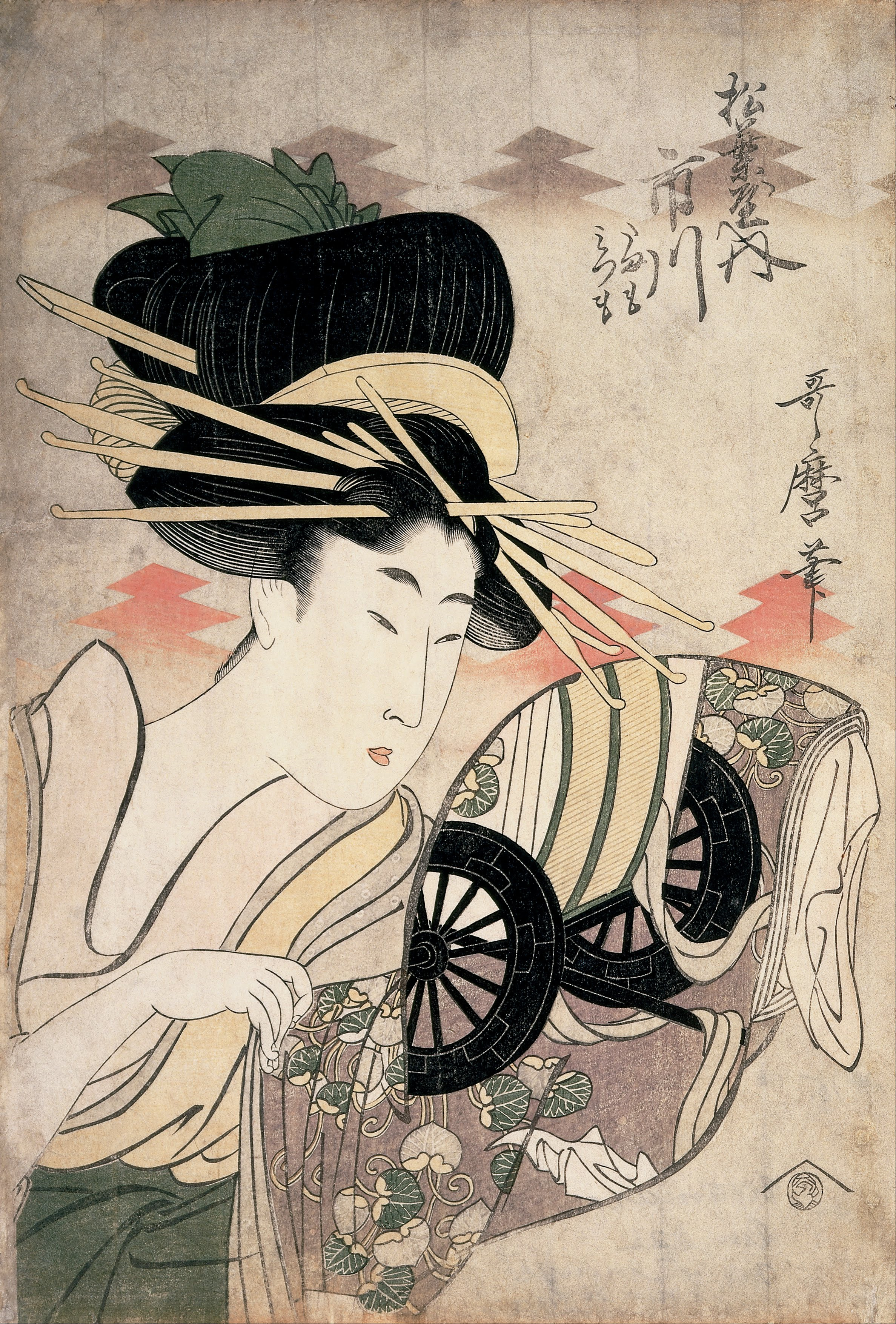
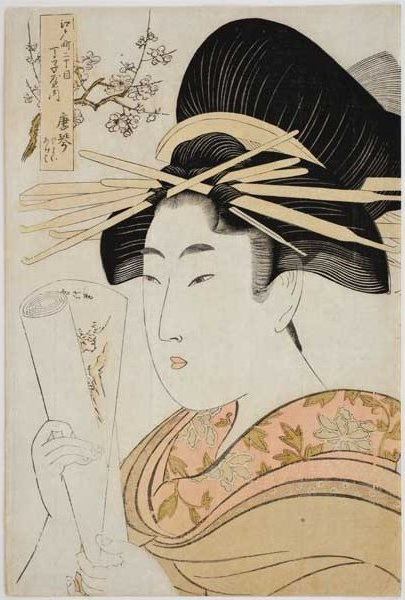
حوالی ۱۷۹۵ م.
اثر اوتامارو